# Ulla Holmberg
Ulla Teresia Holmberg (gift Broman), född 24 augusti 1924 i Stockholm, död 18 oktober 2008, var en svensk skådespelare. 
Holmberg är begravd på Norra begravningsplatsen i Stockholm.

## Filmografi
- 1951 – Bärande hav
- 1953 – Vägen till Klockrike
- 1953 – Ogift fader sökes
- 1954 – Karin Månsdotter
- 1955 – Sista ringen
- 1955 – Farligt löfte
- 1955 – Hemsöborna
- 1955 – Männen i mörker
- 1956 – Det händer på skogen

## Teater

### Roller
| År   | Roll           | Produktion                                               | Regi             | Teater                  |
| ---- | -------------- | -------------------------------------------------------- | ---------------- | ----------------------- |
| 1947 |                | Det var en gång... Holger Drachmann                      | Åke Ohberg       | Skansens friluftsteater |
| 1948 | Pegotty        | David Copperfield Charles Dickens och Max Maurey         | Olle Hilding     | Dramaten                |
| 1949 | Råttan Nilla   | Lycko-Pers resa August Strindberg                        | Göran Gentele    | Dramaten                |
| 1949 | Matte Lök      | Sanningens pärla Zacharias Topelius                      | Keve Hjelm       | Dramaten                |
| 1950 | Första kvinnan | Brand Henrik Ibsen                                       | Alf Sjöberg      | Dramaten                |
| 1950 | Gunla          | Ljungby horn Frans Hedberg                               | Carl-Henrik Fant | Dramaten                |
| 1950 | Andra damen    | Tokiga grevinnan Jean Giraudoux                          | Olof Molander    | Dramaten                |
| 1950 | Nellie Ewell   | Jagande efter vind (Summer and Smoke) Tennessee Williams | Per-Axel Branner | Nya Teatern             |
| 1951 | Minouche       | Boboll (Bobosse) André Roussin                           | Per-Axel Branner | Riksteatern             |